# Bundesautobahn 7
De Bundesautobahn 7 (kort BAB 7, A7 of 7) is een Duitse autosnelweg die begint bij Denemarken en eindigt bij Oostenrijk. De snelweg is 962,2 kilometer lang en daarmee de langste autosnelweg van Duitsland. In Europa is alleen nationale autoweg A7 in Spanje langer. De A7 is een belangrijke noord-zuidverbinding. Hij begint bij de Deense grens bij Flensburg en gaat via Rendsburg, Hamburg, Hannover, Hildesheim, Göttingen, Kassel, Fulda, Würzburg, Ulm en Kempten naar de Oostenrijkse grens bij Füssen. Daarbij gaat de weg door de deelstaten Sleeswijk-Holstein, Hamburg, Nedersaksen, Hessen en wisselt meermaals tussen Beieren en Baden-Württemberg. Het grootste kunstwerk in de route is de ruim drie kilometer lange Elbetunnel in Hamburg.

## Verloop

### In Sleeswijk-Holstein
De A7 begint bij de grensovergang Ellund in de gemeente Handewitt bij Flensburg. Na het passeren van Duitslands noordelijkste kreisfreie Stadt loopt de A7 voorbij Schleswig. Bij Rendsburg ligt de Radar Hochbrücke over het Noord-Oostzeekanaal. Bij Kreuz Rendsburg kan men naar de A210 wisselen. Deze toevoersnelweg gaat naar de Sleeswijk-Holsteinse hoofdstad Kiel. Enkele kilometers verder zuidelijk mondt bij Dreieck Bordesholm een tweede toevoerweg naar Kiel op de A7 uit. Dit is de A215. Deze A215 is alleen van en naar het zuiden bereikbaar. Zuidelijk van Bordesholm wordt de snelweg sinds 2014 verbreed naar 2x3 rijstroken tot Hamburg door de hoge verkeersintensiteiten. Sinds 2016 en 2017 zijn op meerdere delen al 2x3 rijstroken beschikbaar. Hier loopt de snelweg langs de steden Neumünster, Bad Bramstedt en Norderstedt. Bij het stadsdeel Schnelsen wordt Hamburg bereikt. Enkele kilometers oostelijk hiervan ligt de Flughafen Hamburg. Bij Dreieck Hamburg-Nordwest buigt de A23 richting Heide af. Bij dit knooppunt heeft de A7 2x3 rijstroken en wordt naar 2x4 rijstroken verbreed. 

### Bij Hamburg
Het trajectdeel door het stadsgebied van Hamburg heeft hoge verkeersintensiteiten. Hierdoor zijn hier veel files. Dit heeft verschillende redenen: de snelweg loopt midden door stedelijk gebied, tijdens schoolvakantie rijdt hier veel vakantieverkeer, er zijn geen goede alternatieven voor de oversteek van de Elbe en daarnaast wordt aan het traject gewerkt. De snelweg passeert via de Elbetunnel de rivier. Deze tunnel heeft met vier buizen elk met twee rijstroken. Zuidelijk hiervan gaat de A7 over de Hochstraße Elbmarsch. Dit is het langste verkeersviaduct in Duitsland en dit loopt midden door het havengebied en de Harburger Berge naar Nedersaksen. Over de verbindingsweg A261 kan men op de A1 naar Bremen rijden. Even verder bij het Maschener Kreuz is de A39 naar Lüneburg.

### In Nedersaksen

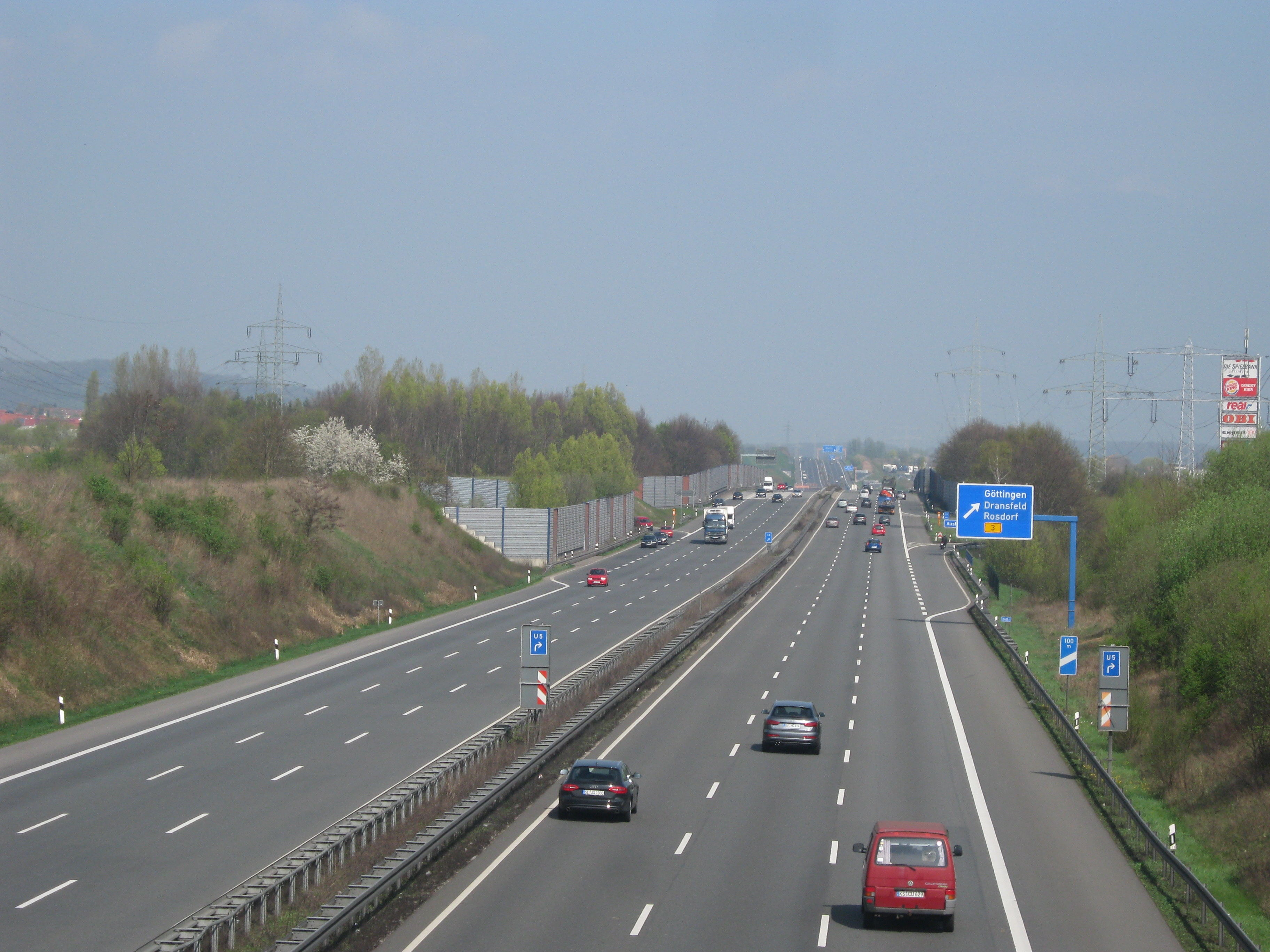
De 2x3 rijstroken bij Göttingen, kijkend naar het noorden. (2014)

Tussen Hamburg en Hannover heeft de snelweg grotendeels 2x3 rijstroken. Het stuk tussen Soltau en Walsrode heeft 2x2 rijstroken en hier kan de vluchtstrook als spitsstrook worden ingezet. De weg loopt door de Lüneburger Heide, deels met gesplitste rijbanen. Bij Dreieck Walsrode kan men via de A27 naar Bremen. Enkele kilometers zuidelijk, nog voor Hannover, buigt bij Dreieck Hannover-Nord de A352 af richting Flughafen Hannover-Langenhagen en aansluitend de A2 richting Dortmund. Het volgende knooppunt in de A7 is Kreuz Hannover/Kirchhorst. Dit is een aansluiting op de A37 richting het stadscentrum van Hannover en ook Celle en naar de snelweg A2. Na het Altwarmbüchener Moor komt de A7 meteen uit bij het Kreuz Hannover-Ost, een verbinding met de A2 (Ruhrgebied - Berlijn). Het laatste knooppunt in het stadsgebied van Hannover is Dreieck Hannover-Süd met de zuidelijke tak van de A37 richting Hannover Messe. 

### In Hessen
In een verder verloop, zuidelijk van Hildesheim, betreedt de A7 een middelgebergte waardoor het landschap heuveliger wordt. Het Dreieck Salzgitter verbindt eveneens, maar nu het zuidelijke deel, de A39 naar Braunschweig en Salzgitter. Tussen Dreieck Salzgitter en Göttingen wordt de snelweg naar 2x3 rijstroken verbreed. Na deze universiteitsstad takt bij Dreieck Drammetal de A38 naar Leipzig aan. Daarna loopt de A7 over een terrein met steille hellingen en afdalingen richting het Werradal bij Hann. Münden. Hierna komt de weg Hessen binnen.
Kassel is de grootste stad langs het Hessische trajectdeel. Vanaf hier kan men via de A44 richting het westen naar het Ruhrgebied. Over een aantal jaar is de verlenging Kassel - Herleshausen gereed en kan men ook richting het oosten naar Eisenach komen. Tussen de aansluiting Kassel-Ost en Dreieck Kassel-Süd wordt de A4 verbreed naar 2x4 rijstroken voor de toekomstige samenloop van de A44 die straks naar het oosten verderloopt. In Kassel buigt ook de onvolledige A49 af. Deze zal uitgebouwd worden tot Ohmtaldreieck en zal in de buurt van Homberg (Ohm) tussen de aansluitingen Alsfeld-West en Homburg (Ohm) van de A5 uitkomen. Tussen Kassel en Kirchheim wordt het Knüllgebirgte doorkruist. Het Kirchheimer Dreieck en het Hattenbacher Dreieck liggen enkele kilometer van elkaar. Ze zijn samen een van de belangrijkste snelwegknooppunten in het Duitse wegennetwerk. Ze liggen in de buurt van het geografische middelpunt van Duitsland. Hier takt de A4 richting de nieuwe deelstaten en Oost-Europa af. Daarnaast de A5 richting het Rijn-Maingebied en verder tot Zwitserland. Zuidelijk van de Hattenbacher Dreieck heeft de A7 grotendeels 2x2 rijstroken. Hij passeert vervolgens Fulda. Na deze stad buigt de A66 naar Hanau af. Vervolgens komt de A7 in Beieren terecht.

### In Beieren en Baden-Württemberg

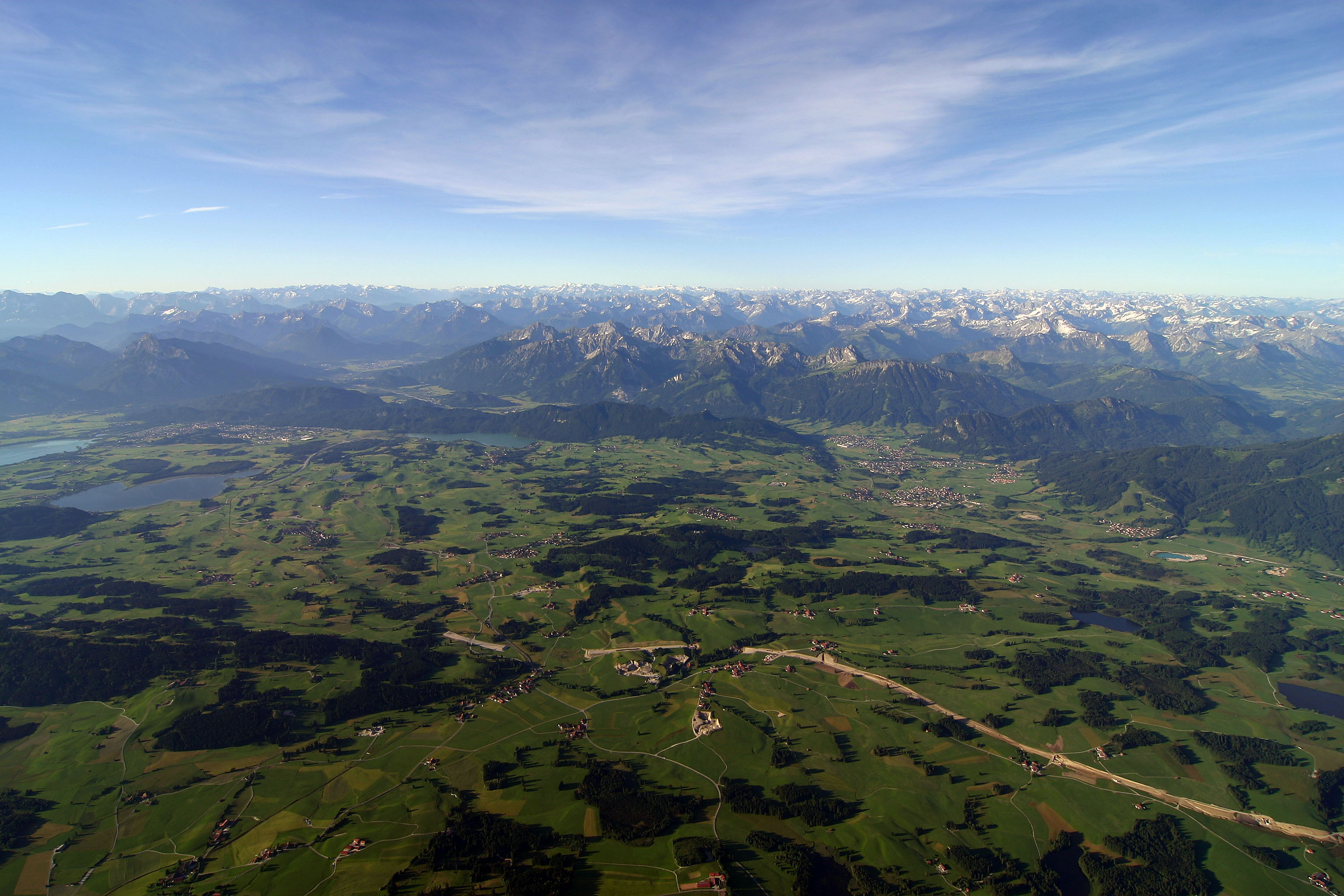
Nieuwbouw van de A7 bij Füssen werd door de grote impact op de omgeving sterk bekritiseerd. Links tussen de drie meren de stad Füssen waarlangs nu de A7 loopt. (2005)

Na de doorkruising van de Rhön komt een knooppunt bij Schweinfurt. Hier gaat de A70 naar de oostelijker gelegen stad Bayreuth. Bij Würzburg ligt Kreuz Biebelried. Dit knooppunt is een verbinding met de A3 Ruhrgebied - Frankfurt am Main - Neurenberg - Passau. Hier was voor lange tijd het zuidelijke einde van de A7. In de jaren 1980 werd een verlenging naar het zuiden voltooid. Deze loopt bij Rothenburg ob der Tauber de westelijke rand van de Frankenhöhe voorbij. Vervolgens komt deze bij Kreuz Feuchtwangen/Crailsheim. Dit is een knooppunt met de A6 Saarbrücken - Heilbronn - Neurenberg - Waidhaus). Vervolgens komt het deels over het gebied van Baden-Württemberg over de Ostalb. Hier moesten voor de doorkruising twee tunnels gebouwd worden. Via Aalen gaat het verder naar Ulm. Bij Kreuz Ulm/Elchingen wordt de A8 (Luxemburg - Karlsruhe - Stuttgart - München - Salzburg) gekruist. Zuidelijk van Ulm loopt de snelweg door de Illerdal evenwijdig aan de rivier terug naar Beieren. Dit gaat via Memmingen (knooppunt met de A96 Lindau - München) en Kempten (afbuiging naar de A980 naar Oberstdorf) over het in 2009 gereedgekomen trajectdeel door de Reinertshoftunnel aan de Alpenrand naar Füssen. Vanaf hier kent de weg één rijbaan en komt via de Grenztunnel Füssen uit in Oostenrijk. 

### Europese wegen over de A7
De volgende Europese wegen lopen over de A7:
- E45: Ellund - Kreuz Biebelried;
- E40: Kirchheimer Dreieck - Hattenbacher Dreieck;
- E43: Kreuz Biebelried - Kreuz Memmingen;
- E532: Kreuz Memmingen - Füssen.

## Geschiedenis

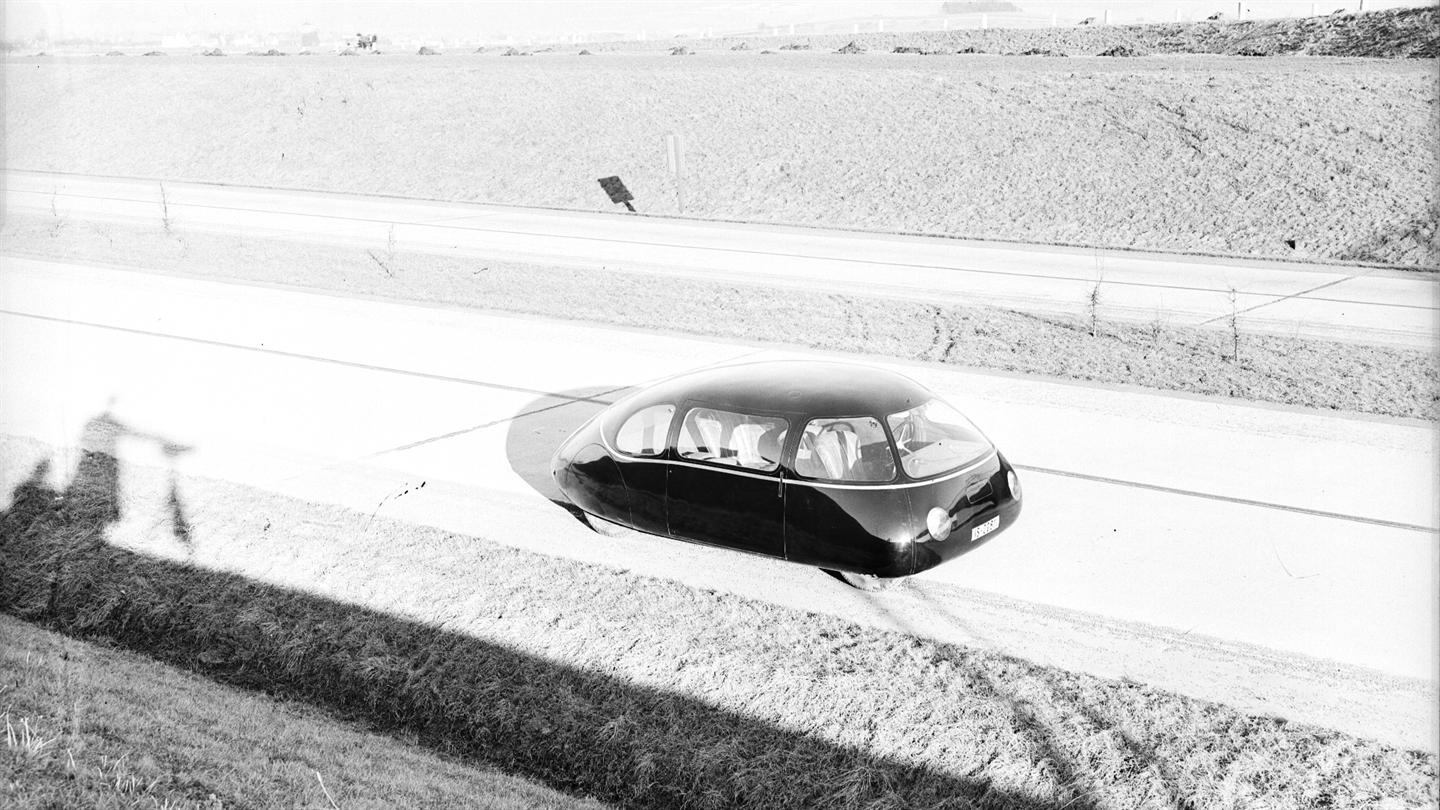
Testrit van een Schlörwagen op de bij Göttingen al gereed zijnde voorloper van de huidige A7. (1939)

De snelwegen loste als doorgaande verbinding de Reichs- en Bundesstraße 76, 77, 205 en 4 (Flensburg - Hamburg) evenals 3 (Hamburg - Kassel) en 27 (Göttingen - Würzburg) af, die tot middeleeuwse voorgangers teruggaan. Op het traject tussen Flensburg en Hamburg volgt de A7 bijvoorbeeld de historische Ochsenweg en kan in de zin van handelsroute van Scandinavië naar het zuiden als de opvolger worden aangewezen. Plannen voor een snelweg van Hamburg richting het zuiden waren al vanaf 1926 in vorm van de HaFraBa (Hamburg - Frankfurt - Basel). Dit project geldt als voorloper van de A7 tussen Hamburg en Hattenbacher Dreieck.

### Göttingen tot Bad Hersfeld (1935-1937)
Eind jaren 1920 werden al plannen gemaakt voor een snelwegverbinding bij Kassel, waar in die tijd discussies waren over het tracéverloop. De resultaten hiervan werden door de nazi's omgezet in plannen voor de snelweg Göttingen - Kassel - Bad Hersfeld. In november 1934 werd met de bouw van het traject Kassel - Göttingen begonnen, terwijl de bouw op de verbinding Kassel - Homberg pas in de zomer van 1935 begonnen. De opening van het traject Kassel - Göttingen vond op 20 juni 1937 met een grootschalig geënsceneerde propagandafestiviteit met Gauleiter op de snelweg plaats. Het traject naar Homberg volgde op 17 december 1937.

### Bad Hersfeld tot Würzburg (1937-1939)
Voor het traject Bad Hersfeld - Würzburg (Strecke 46) werden tussen 1937 en 1939 diverse bruggen gebouwd. Door de oorlog werd de bouw stilgelegd, waardoor geen trajectdelen van de snelweg hier werden vrijgegeven. Enkele bruggen van de Strecke 46 zijn in Spessart behouden gebleven en hebben een monumentale status gekregen.

### Hamburg tot Göttingen (1953-1962)
Vanaf de jaren 1950 werd de snelweg tussen de A1 zuidelijk van Hamburg en het bestaande deel van de A7 bij Göttingen gebouwd en stap voor stap geopend. In de A1 ontstond daarbij het "Horster Dreieck" als nieuwe begin van de A7. Vanaf het zuiden (Hannover) komende voertuigen moesten bij het invoegen op de A1 richting het westen (Bremen) voor vele jaren door een scherpe kombocht rijden. 
Als eerste trajectdeel werd in 1953 de 8,7 kilometer lange rijbaan in één richting tussen de aansluitingen Nörden-Hardenberg en Northeim-West en in 1954 de 4,8 kilometer lange verlenging tot Northeim-Nord vrijgegeven. Twee jaar later volgde de rijbaan in de tegenovergestelde richting.
Het trajectdeel Echte - Seesen werd op 14 november 1959 vrijgegeven.
Het trajectdeel Seesen - Hildesheim volgde op 15 december 1960 met een openingshandeling door verkeersminister Seebohm. 
Vanaf 1956 werden de zeven deeltrajecten tussen Hamburg en Hannover geopend. Als laatste werd hier in 1960 het 21 kilometer lange deel tussen de aansluiting Berkhof en Kreuz Hannover/Kirchhorst geopend.
De vier overgebleven delen daartussen werden vanaf 1958 vrijgegeven. De onderbreking van 35 kilometer tussen Kreuz Hannover/Kirchhorst en aansluiting Hildesheim werd in 1962 geopend.

### Bad Hersfeld tot Würzburg (1965-1968)
In de jaren 1960 werd aan de A7 hier weer verder gebouwd, maar dan via een ander tracé. Als eerste werd in 1965 het 10,9 kilometer lange trajectdeel noordelijk van Kreuz Biebelried tot aansluiting Würzburg/Estenfeld geopend. In 1966 volgde het aansluitende gedeelte tot het huidige Kreuz Schweinfurt/Werneck en het 14,8 kilometer lange trajectdeel tussen Fulda-Nord en Fulda-Süd. Het noordelijkste deel van Hattenbacher Dreieck tot Fulda (32 kilometer) en het middelste gedeelte tussen Fulda en Schweinfurt (68 kilometer) kon als laatste in 1968 worden geopend.

### Denemarken tot Hamburg (1969-1978)

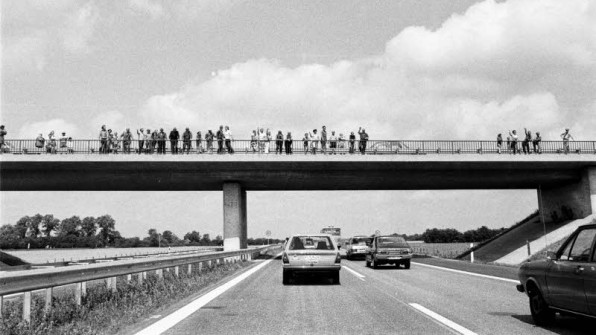
De A7 bij de opening tussen Tarp en Handewitt. (1976)

In de jaren 1960 en 1970 werd de snelweg in de omgeving van Hamburg en de zogenaamde Nordachse (noordas) tot Denemarken gebouwd en aan het verkeer vrijgegeven. De bouw vond plaats op negen trajectdelen. Een belangrijke mijlpaal was de opening van de nieuwe Elbtunnel in 1975. Op 13 juli 1976 opende Ernst Haar, parlementarische staatssecretaris van het Bondsverkeersministerie, en Sleeswijk-Holsteinse minister van Binnenlandse Zaken Rudolf Titzck feestelijk het snelweggedeelte van Tarp naar Handewitt. In 1978 werd het laatste gedeelte tussen Tarp en Schuby geopend, zodat de snelweg van Hamburg tot de grens gebruikt kan worden.
Op 13 juni 1978 opende Koningin Margrethe II en Bondspresident Walter Scheel de grensovergang Ellund, in begeleiding van minister-president van Sleeswijk-Holstein Gerhard Stoltenberg en Flensburgse stadspresident Ingrid Gross. Om 10:55 uur gaven ze de snelweg en de paspoortcontrole officieel vrij en om 12:32 uur rolde de eerste auto door de nieuwe grensovergang. Ellund ontwikkelde zich tot de belangrijkste grensovergang in de Duits-Deense grens. In 1979 passeerde 3,2 miljoen reizigers de paspoortcontrole, in 1997 had zich dit aantal met 16,7 miljoen meer als vervijfvoudigd.

### Würzburg tot Kempten (1972-1987)
In het Vorentwurf zu einem Kraftwagenstraßennetz Deutschlands (voorontwerp tot een snelwegnetwerk in Duitsland) van het Studiengesellschaft für Automobilstraßenbau (STUFA) van 1926 was een snelweg Würzburg - Ulm - Lindau voorzien. De gedetailleerde planningen vonden van 1935 tot 1941 plaats. In 1969 kwamen de deelstaten Beieren en Baden-Württemberg een tracé evenwijdig aan de Bundesstraße 19 overeen. 
Vanaf 1972 konden de eerste trajectdelen vrijgegeven worden. Het eerste was het trajectdeel Berkheim tot aansluiting Memmingen-Süd (9,4 kilometer) evenals de eerste rijbaan van de 27,1 kilometer tussen Bad Grönenbach en Kempten-Leubas.
Grotere trajectdelen werden tussen Kreuz Biebelried en aansluiting Uffenheim-Langensteinach (34,7 kilometer) in 1980, de zuidelijke verlenging tot aansluiting Feuchtwangen (42,1 kilometer) in 1985 en verder tot aansluiting Heidenheim (59,6 kilometer) in 1987 geopend. Sinds de al een jaar eerder vrijgegeven laatste 6,8 kilometer tot aansluiting Oy-Mittelberg, is de snelweg van Denemarken tot in de Allgäu doorgaand berijdbaar. 

### Kempten tot Oostenrijk (1992-2010)
In 1992 werd de A7 een verdere 4,9 kilometer tot Nesselwang verlengd. Enkele meters westelijk van de gelijknamige aansluiting bevindt zich het hoogste snelwegpunt van Duitsland: "914,018 meter NN". 
In juli 1999 volgde de opening van de Grenztunnel Füssen naar Tirol met één buis en twee rijstroken. De tunnel zou de omliggende gemeenten voor al van de hoge verkeersintensiteiten tijdens de vakanties ontlasten. In 2005 werd de noordelijke, daaraan aansluitende eerste rijbaan tot de Kreisstraße bij Gunzenberg geopend. Tot september 2009 werd het verkeer bij het snelwegeinde bij Nesselwang over diverse wegen voor auto's en vrachtauto’s naar de Grenztunnel geleid. Dit leidde vaak tot files. 
Op 1 september 2009 was de officiële opening van de laatste vijftien kilometer, die een jaar later dan gepland geopend werd. De Talbrücke Enzenstetten was toen nog met maar één rijbaan open, omdat de uitvoerende bouwer het niet op tijd klaar had. De tweede brughelft werd in december 2010 in gebruik genomen.

## Aantal rijstroken en wegindeling

### Denemarken tot Hamburg
De snelweg heeft vanaf de Deense grens tot Dreieck Bordesholm met de A215 2x2 rijstroken. Tot Dreieck Hamburg-Nordwest met de A23 heeft de snelweg sinds 2016-2017 grotendeels 2x3 rijstroken, de overige delen met 2x2 rijstroken worden zoals gepland tot eind 2019 verbreed naar 2x3 rijstroken. Vanaf hier tot aansluiting Hamburg-Bahrenfeld volgt een gedeelte met 2x3 rijstroken. Ook dit gedeelte wordt deels verbreed naar 2x4 rijstroken. Vervolgens wordt de Elbtunnel bereikt met in totaal acht rijstroken verdeeld over vier buizen. In een verder verloop gaat de weg terug naar 2x3 rijstroken, tussen Dreieck Hamburg-Südwest (A261) en Horster Dreieck (A1) zijn maar 2x2 rijstroken beschikbaar.

### Hamburg tot Hildesheim
Tussen Hamburg en Hildesheim heeft de snelweg 2x3 rijstroken, de uitzondering is de rond de 40 kilometer lange gedeelte tussen Soltau-Ost en Dreieck Walsrode (A27) dat maar 2x2 rijstroken heeft. Op dit gedeelte kan wel de vluchtstrook worden vrijgegeven als spitsstrook, waardoor drie rijstroken per richting beschikbaar zijn.

### Hildesheim tot Göttingen
Op dit gedeelte was ondanks de hoge verkeersintensiteiten begin 2009 maar 2x2 rijstroken beschikbaar. Alleen op enkele hellingen waren drie rijstroken beschikbaar. Tot eind 2016 werden meerdere trajectdelen verbreed, ongeveer de helft van het traject heeft 2x3 rijstroken.

### Göttingen tot Bad Hersfeld
Tussen Nörten-Hardenberg en Hattenbacher Dreieck heeft de snelweg volledig 2x3 rijstroken. Zuidelijk van Kassel evenals tussen Kirchheimer Dreieck en Hattenbacher Dreieck is op de rijbaan naar het zuiden een extra vierde rijstrook beschikbaar op de beklimmingen. Wegens de steile hellingen en afdalingen is het trajectdeel als Kasseler Berge bekend en geldt bij bestuurders als bijzonder veeleisend voor vrachtwagens en caravans.

### Bad Hersfeld tot Oostenrijk
In het gehele zuidelijke verloop van de A7 heeft de snelweg 2x2 rijstroken. Alleen enkele trajectdelen zijn met meer dan twee rijstroken per richting voorzien. De snelweg eindigt sinds 1 september 2009 bij de Grenztunnel Füssen. Deze heeft maar één buis met maar één rijstrook per richting. Bij de Talbrücke Enzenstetten had de A7 tot het gereedkomen van de tweede brug in december 2010 maar 2x1 rijstroken.

## Verbredingen

### Verbreding naar 2x3 rijstroken in de "Nordachse"
De A7 wordt van Dreieck Bordesholm tot Dreieck Hamburg-Nordwest over 65 kilometer van 2x2 naar 2x3 rijstroken verbreed. Deze maatregel wordt via een publiek-private samenwerking gerealiseerd en zal in totaal €600 miljoen kosten. Het officiële startschot voor het project in Sleeswijk-Holstein werd op 1 september 2014 gegeven. Al in mei werd met de voorbereidende werkzaamheden vooral in Hamburg begonnen. Op 16 december 2016 werd door Sleeswijk-Holsteinse minister-president Albig het eerste deel van de verbreding tussen Dreieck Bordesholm en aansluiting Neumünster-Nord vrijgegeven. Er was afgesproken dat de private beheersmaatschappij de afrondende werkzaamheden op het zes kilometer lange deel tussen Neumünster en Bordesholm afmaakt en aansluitend aan de deelstaat overdraagt. De overige 59 kilometer beheert en onderhoudt de maatschappij tot 2044. Op 7 april 2017 werd een verder verbreed gedeelte door minister-president Albig vrijgegeven. Het ging daarbij om de tien kilometer tussen de aansluitingen Kaltenkirchen en Quickborn. De verwachting is dat voor het einde van dit decennium het project is afgerond.

#### Overkapping in het stadsgebied van Hamburg

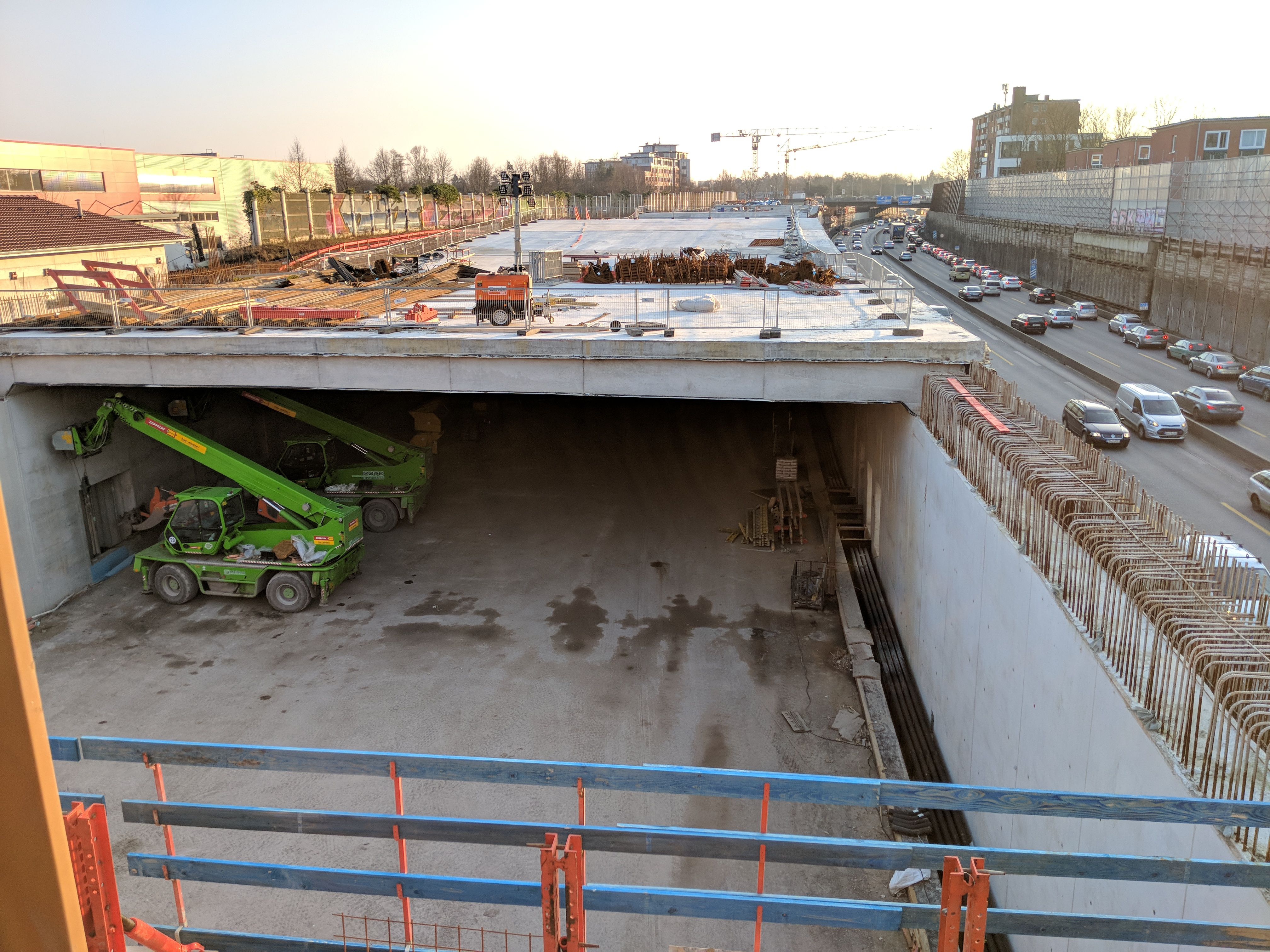
Een deel van de landtunnel Stellingen tijdens de bouw naast de in bedrijf zijnde snelweg. (2018)

Door de verbreding naar 2x4 rijstroken noordelijk van de Elbtunnel zijn drie landtunnels (Hambuger Deckel) in Schnelsen, Stellingen en Othmarschen/Bahrenfeld voorzien. Hierdoor zullen de nabijgelegen, sinds de jaren 1990 bestaande volkstuinen "verplaatst" worden en daarmee voor zorgen dat de door de snelweg gesplitste stadsdelen weer worden samengevoegd. Naast 25 hectare oppervlakte zullen ook 3000 woningen ontstaan. Het tracébesluit voor de verbreding naar 2x3 rijstroken tussen Dreieck Hamburg-Nordwest en Schnelsen werd op 15 december 2012 vastgesteld. Bij het voltooien van de werkzaamheden zullen de landtunnels een gezamenlijke lengte van 3,8 kilometer hebben. Naast de €240 miljoen van de Bond wordt €160 tot €240 miljoen door de stad Hamburg voor geluidsoverlastmaatregelen ingezet.

### Verbreding naar 2x3 rijstroken tussen Soltau en Hannover
Met hoge prioriteit (Vordringlicher Bedarf) is de verbreding naar 2x3 rijstroken tussen aansluiting Soltau-Ost en Dreieck Walsrode in het Bundesverkehrswegeplan 2030 opgenomen. Op 30 maart 2012 startte de Bond de procedures voor de verbreding naar 2x3 rijstroken. De verbreding is in drie delen opgesplitst: Dreieck Walsrode tot Bad Fallingbostel, Bad Fallingbostel tot Dorfmark en Dorfmark tot Soltau-Ost. Voor het trajectdeel Dreieck Walsrode tot Bad Fallingbostel werd het tracébesluit op 4 augustus 2015 vastgesteld. Sinds eind oktober bestaat bouwrecht voor dit trajectdeel. Daarvoor werd €58 miljoen in december 2015 vrijgemaakt. Begin 2016 begonnen de voorbereidende werkzaamheden, de start van de werkzaamheden was in augustus 2016. Het voltooien van de verbreding wordt in de herfst van 2018 verwacht. Voor de beide andere trajecten lopen de ontwerpprocedures nog.
De verbreding naar 2x3 rijstroken tussen Soltau-Ost en Bad Fallingbostel heeft sinds 2016 een hoge prioriteit. Het verdere trajectdeel tot Dreieck Hannover-Nord heeft de verbreding naar 2x4 rijstroken de laagste prioriteit (Weiteren Bedarf) in het Bundesverkehrswegeplan 2030.
Voor het uitbreiden van de verzorgingsplaats Allertal en de nieuwbouw van aansluiting Allertal werden op 29 januari 2016 de procedures gestart.

### Verbreding naar 2x3 rijstroken tussen Hildesheim en Göttingen
Het korte nog 2x2 rijstroken tellende deel noordelijk van Dreieck Salzgitter met de A39 kreeg in 2016 met de nieuwe Bundesverkehrswegeplan 2030 de hoogste prioriteit (Vordringlicher Bedarf - Engpassbeseitigung). Het vervolg tot Göttingen is onaanvechtbaar vastgesteld, met uitzondering tussen Seesen en Nörten-Hardenberg dat al 2x3 rijstroken heeft en heeft de status lopend in het Bundesverkehrswegeplan 2030.
De geschiedenis tot mei 2018 in detail:
- Voor het trajectdeel Dreieck Salzgitter tot zuidelijk van de aansluiting Bockenem (twaalf kilometer lang) werd het tracébesluit op 30 september 2008 vastgesteld. De bouw startte op 23 mei 2011 en werd op 28 mei 2014 afgerond;
- Voor het trajectdeel zuidelijk van de aansluiting Bockenem tot zuidelijk van de aansluiting Seesen (dertien kilometer) werd het tracébesluit op 30 juli 2010 vastgesteld en de bouw begon op 21 augustus 2012. Het zuidelijke deel vanaf verzorgingsplaats Harz tot aansluiting Seesen is sinds 14 februari 2015 gereed. Het gehele traject is 17 november 2016 vrijgegeven voor het verkeer;
- Voor de volgende drie trajectdelen was het officiële bouwbegin op 12 september 2017. Verwacht wordt dat de drie delen in november 2021 gereed zijn:[14]
  - Voor het gedeelte zuidelijk van aansluiting Seesen tot zuidelijk van de aansluiting Echte (twaalf kilometer) liepen de procedures tot 22 september 2012. Het tracébesluit werd op 30 december 2014 vastgesteld en is sinds 21 juli 2015 onherroepelijk;
  - Voor het gedeelte zuidelijk van aansluiting Echte tot zuidelijk van aansluiting Northeim-Süd (elf kilometer) liepen sinds 23 mei 2011 de procedures. Het tracébesluit werd op 30 augustus 2013 vastgesteld en is sinds 29 november 2013 onherroepelijk;
  - Voor het gedeelte zuidelijk van aansluiting Northeim-Süd tot noordelijk van aansluiting Nörten-Hardenberg (zes kilometer) liepen sinds 7 maart 2012 de procedures. Het tracébesluit werd op 17 april 2014 vastgesteld en is sinds 20 juni 2014 onherroepelijk;
- Het traject noordelijk van aansluiting Nörten-Hardenberg tot zuidelijk van aansluiting Göttingen bestaat uit twee delen en is al voor het verkeer vrijgegeven:
  - Voor de noordelijke deel (zeven kilometer) werd het tracébesluit op 8 december 2006 vastgesteld. De bouw startte in juni 2009 en het gedeelte werd op 9 oktober 2012 vrijgegeven voor het verkeer. Daarnaast duurde de bouw van geluidsschermen nog tot 20 november 2012;
  - Voor het zuidelijke deel (tien kilometer) werd het tracébesluit op 20 mei 2003 vastgesteld. De bouw startte in april 2007 en werd op 6 april 2011 grotendeels afgerond;
- Op het trajectdeel zuidelijk van aansluiting Göttingen tot Dreieck Drammetal werd de verbreding naar 2x3 rijstroken na drie jaar bouwtijd op 1 december 2005 afgerond.[15]

Voor de verbreding van het traject tussen Seesen en Nörten-Hardenberg werd tussen juni 2012 en juni 2013 als een publiek-private samenwerking (PPS) aanbesteed. Volgens een bericht van de landelijke rekenkamer is een verbreding via een PPS-constructie niet gunstiger, maar zal zelfs €12,8 miljoen meer kosten. Het project werd met de start van het contract op 1 mei 2017 aan het consortium Via Niedersachsen, bestaand uit de ondernemingen VINCI Concessions Deutschland GmbH en Meridiam Investments, vergeven.

Das Projektvolumen für den rund 60 Kilometer langen Autobahnabschnitt beträgt über die Projektlaufzeit von 30 Jahren rund 1 Milliarde Euro. Das ÖPP-Projekt umfasst u. a. den sechsstreifiger Ausbau von 29 Kilometern Strecke zwischen Göttingen und Bockenem. Der Ausbau soll Ende 2020 abgeschlossen sein. [...] Der Vertrag beinhaltet Bau, Betrieb und Erhaltung.

(Het projectvolume voor de rond 60 kilometer lange snelwegdeel bedraagt over de projectlooptijd van 30 jaar rond de €1 miljard. Het PPS-project omvat onder meer de verbreding naar 2x3 rijstroken van 29 kilometer tussen Göttingen en Bockenem. De verbreding zal eind 2020 afgesloten zijn. (...) Het contract omvat bouw, beheer en onderhoud.)
— Bundesministerium für Verkehr und digitale Infrastruktur

Het contract is volgens het beschikbaarheidsmodel (V-model) ingericht, dat wil zeggen dat de concessiehouder profiteert als hij de snelweg zo lang mogelijk zonder belemmeringen beschikbaar houdt. Hij moet daarbij de kosten voor een hoger gebruik door groeiend verkeer dragen, maar heeft daarbij geen risico wanneer het verkeer afneemt.
Voor de ombouw en uitbreiding van de verzorgingsplaats Göttingen met nieuwbouw van de aansluiting Rosdorf werden op 26 augustus 2015 de procedures gestart.

### Verbreding naar 2x4 rijstroken bij Kassel
Het trajectdeel tussen het toekomstige knooppunt Dreieck Kassel-Ost (Lossetaldreieck) en Dreieck Kassel-Süd wordt verbreed naar 2x4 rijstroken omdat de A7 en de toekomstige A44 dit traject gemeenschappelijk gaan gebruiken. De bouwwerkzaamheden zijn in de herfst van 2011 begonnen en zullen in 2022 klaar zijn. Daarbij worden de geluidsreductiemaatregelen uitgebreid. De extra rijstroken worden mogelijk door de rijstroken en de middenberm smaller te maken. In kader van deze verbreding werden de verzorgingsplaatsen Kassel-West en -Ost afgebroken en op de locatie van de verzorgingsplaats Kassel-Ost tussen 2016 en 2018 opnieuw gebouwd met verbindingen in beide richtingen.

## Plannen

### Knooppunt met de A20
De geplande verlenging van A20 zal ter hoogte van Bad Bramstedt met een knooppunt aan de A7 worden aangesloten.

### Verbreding naar 2x4 rijstroken bij Hamburg

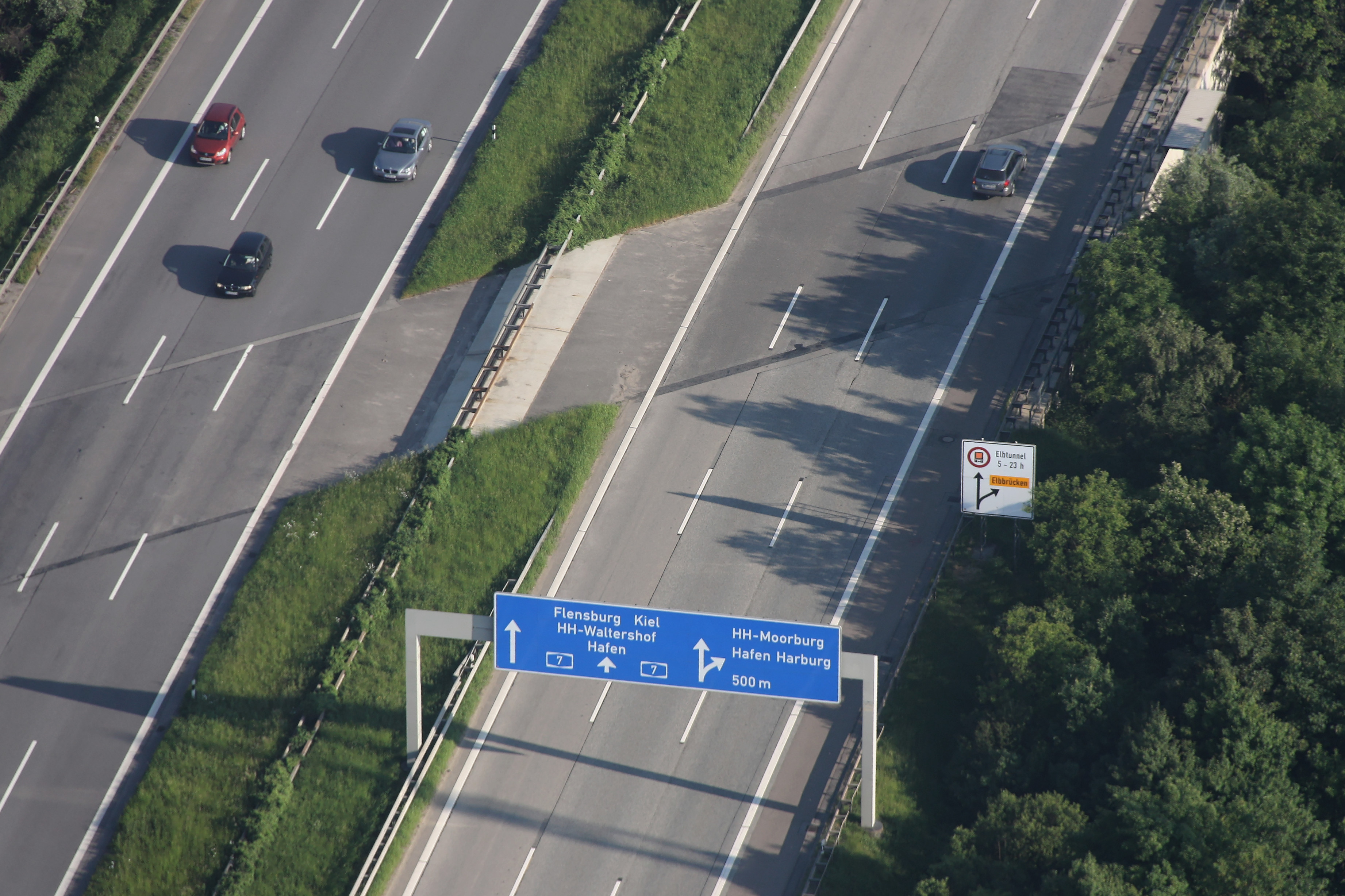
De A7 zuidelijk van de Elbtunnel werd bij de bouw al een bredere middenberm en bredere viaducten aangelegd zodat een verbreding naar 2x4 rijstroken eenvoudig uitgevoerd kan worden. (2013)

Gepland is om zuidelijk van de Elbtunnel de snelweg tot Hamburg-Heimfeld naar 2x4 rijstroken te verbreden. De geplande verbreding is in het Bundesverkehrswegeplan 2030 opgenomen in twee delen. Het eerste deel tussen de Elbtunnel en het geplande knooppunt Hamburg-Süderelbe met de A26 heeft de hoogste prioriteit (Vordringlicher Bedarf - Engpassbeseitigung), het tweede deel tot Hamburg-Heimfeld heeft een hoge prioriteit (Vordringlicher Bedarf). De aansluiting Hamburg-Moorburg werd op 4 maart 2018 in Hamburg-Hausbruch hernoemd, omdat op de toekomstige A26 een directe verbinding naar Moorbirg wordt gebouwd.

#### Knooppunt met de A26
Actuele plannen van het Bondsverkeersministerie voorziet een knooppunt met de A26 bij het toekomstige knooppunt Hamburg-Süderelbe ten zuiden van de Elbe, waarbij het oostelijk door Wilhelmsburg als zogenaamde Hafenpassage naar de A1 met het knooppunt Hamburg-Stillhorn verder verlengd zal worden. In mei 2011 had de Bondsverkeersministerie de financiering voor het project rond.

### Verbreding naar 2x3 rijstroken tussen Schweinfurt tot Würzburg
Tussen Kreuz Schweinfurt/Werneck en Kreuz Biebelried is een verbreding naar 2x3 rijstroken in het Bundesverkehrwegeplan 2030 opgenomen met een lage prioriteit met onderzoekrecht (Weiteren Bedarf mit Planungsrecht). Bij nieuwbouw van de Talbrücke Schraudenbach bij Schraudenbach stortte op 15 juni 2016 het brugdek tijdens betonwerkzaamheden aan de bovenbouw in. Het ongeluk kostte een bouwvakker het leven. Bovendien waren ook veertien gewonden, waarvan enkelen in levensgevaar.

### Verbreding naar 2x3 rijstroken in Landkreis Neu-Ulm
De verbreding naar 2x3 rijstroken op het gedeelte tussen Dreieck Hittistetten en aansluiting Illertissen is in het Bundesverkehrwegeplan 2030 met een hoge prioriteit opgenomen (Vordringlicher Bedarf). Het daarop aansluitende gedeelte tot Kreuz Memmingen heeft een lage prioriteit met onderzoekrecht (Weiterer Bedarf mit Planungsrecht) opgenomen.

## Trivia
- Langs de A7 zijn 47 verzorgingsplaatsen en 158 parkeerplaatsen. De weg wordt door 1074 bruggen gekruist en heeft 140 op- en afritten;
- De kilometrering van de A7 is vrij bijzonder. Bij de Deense grens begint de A7 bij km 0 en loopt de telling door Sleeswijk-Holstein tot Hamburg door tot km 173,1 en wordt kort voor Kirchheimer Dreieck bij km 521,5 weer opgepakt. Bij de Hamburgse-Nedersaksische grens maakt de kilometrering een sprong naar km 9,7 waarna vervolgens teruggeteld wordt naar het zuiden om bij het Horster Dreieck (wegens een planningsverandering) op km 1,8 uit te komen. Vervolgens volgt een afwijkende kilometertelling waarbij verder wordt geteld met de kilometertelling van de A1 bij km 18,0. Bij Kreuz Hannover-Ost wordt km 142,5 bereikt. Ook hier wijkt de berekende kilometers vanaf Hamburg af die in 1939 vastgelegd werden.[29] Toen werd ervan uitgegaan dat de noord-zuidsnelweg ten westen van Hamburg zou lopen, wat een langere route is, zodat in de jaren 1950 het uiteindelijke traject een hectometersprong van ongeveer acht kilometer heeft (km 142,4 naar 150,5 km). Deze nieuwe telling loopt naar het zuiden verder en eindigt al decennialang bij Kirchheimer Dreieck bij km 368,2. Dit is ongeveer dezelfde hoogte van de telling van de A4 (km 367,4) die bij Dreieck Potsdam aan de Berlijnse ring begint met tellen en welke vanaf de Hattenbacher Dreieck via de A5 doortelt richting Frankfurt. De verwarrende dubbeltelling van ongeveer tien kilometer werd ondertussen opgelost, kort voor Kirchheimer Dreieck eindigt de vanuit Hannover komende telling bij km 366,4 en gaat over in de originele vanuit Flensburg berekende kilometertelling bij km 521,5;[30]
- Tussen de aansluiting Tarp en Owschlag is de snelweg op twee delen als snelweg-noodvliegveld voor militaire doeleinden te gebruiken;
- De voormalige Catalaanse regiopresident Carles Puigdemont werd op 25 maart 2018 door beambten van de Sleeswijk-Holsteinse politie bij verzorgingsplaats Jalm langs de A7 aangehouden. Daarna werd hij voor korte tijd bij de Autobahnpolizei Schuby bij aansluiting Schleswig/Schuby ondergebracht;[31]
- Bij Rendsburg wordt over de 1498 meter lange Rader Hochbrücke, de op een na langste Duitse verkeersbrug uit staal, de Noord-Oostzeekanaal gekruist;
- Op 6 september 1971 vond zich op de A7 het vliegtuigongeluk van Hasloh plaats;
- Tussen de grens van Hamburg en aansluiting Kaltenkirchen evenals tussen aansluiting Neumünster-Süd en Bordesholmer Dreieck kon richting het noorden de vluchtstrook met hulp matrixborden worden opengesteld als spitsstrook. Dit kwam voornamelijk van pas in de zomerweekenden om file door het verkeer richting Denemarken te voorkomen. Sinds mei 2014 wordt de A7 hier verbreed naar drie permanente rijstroken waardoor de spitsstrookinstallatie buiten gebruik is gesteld;
- Het traject tussen de aansluitingen Hamburg-Othmarschen (29) en Hamburg-Waltershof (30) is het drukste deel van de A7 met 107.600 motorvoertuigen per etmaal (2015);[32]
- In Hamburg wordt de Elbe met de nieuwe Elbtunnel gepasseerd, die ondanks vier buizen met in totaal acht rijstroken toch een bottleneck is. Wegens renovatiewerkzaamheden is één buis (twee rijstroken) nagenoeg volledig gesloten. Het verkeer wordt over een lengte van 20 kilometer voor iedere tunnelingang 24 uur per dag bewaakt en aangestuurd vanuit de verkeerscentrale. Direct ten zuiden van de Elbtunnel gaat de weg over in de zes tot acht meter hoog en met 4258 meter de langste verkeersbrug van Duitsland, de Hochstraße Elbmarsch op. Deze gaat door de Haven van Hamburg tot het zuidelijk gelegen Harburger Berge;
- Tussen de aansluitingen Soltau-Süd en Westenholz werd in juli 2017 een parallelle route ingericht, die deels over het NAVO-oefenterrein Bergen-Hohne loopt. Wanneer nodig wordt een weg voor pantservoertuigen aan de rand van het terrein voor al het verkeer vrijgegeven om de omliggende dorpen te ontlasten en beter bereikbaar te maken. De vrijgave volgt alleen wanneer er geen oefeningen zijn op het schietterrein;[33]
- Tussen Hann. Münden/Hedemünden en Hann. Münden/Luttenberg gaat de 416 meter lange Werretalbrücke ongeveer zestig meter boven de rivier langs;
- Tussen Bad Windsheim en Feuchtwangen doorkruist de A7 het westelijke deel van de Frankenhöhe en tussen Aalen en Ulm het oostelijke deel van de Schwäbische Alb. Tussen de aansluitingen Dinkelsbühl/Fichtenau en Ellwangen wordt met de Virngrundtunnel evenals tussen Aalen/Westhausen en Aalen/Oberkochen met de Agnesburgtunnel twee tunnels gebouwd. Aan de Agnesburgtunnel sluit de Albaufstieg aan, door de ligging in een middelgebergte waren de kosten voor de beklimming en de tunnel buitengewoon hoog en bedroegen 150 miljoen Duitse mark (€77 miljoen);
- Bij Nietheim tussen Aalen/Oberkochen en Heidenheim wordt op 20 december 2011 een 45 meter brede ecoduct geopend. Het uit het Konjunkturpaket II komende bouw kostte €2,85 miljoen en duurde een jaar. Volgens opgave van een woordvoerder van de Regierungspräsidium Stuttgart ligt de ecoduct op een corridor voor grote zoogdieren tussen Zwitserland en Tsjechië.[34]
- In 2013 stond de meest gebruikte praatpaal langs de Duitse snelwegen bij Langenau.[35]
- Een bijzonderheid is de verbinding met de B28, die via Dreieck Hittistetten gerealiseerd werd. De B28 is vanaf het knooppunt tot Ulm compleet als snelweg gebouwd en als dusdanig bewegwijzerd (blauwe borden). Hoewel een verbinding tussen snelweg en overige wegen officieel een aansluiting moet zijn, is de verbinding tussen de A7 en B28 officieel als knooppunt aangemerkt;
- Ongeveer vijftien kilometer noordelijk van Kreuz Memmingen bevindt zich richting Ulm de Raststätte Illertal Ost, Duitslands enige Kunstraststätte. Het werd door Herbert Maierhofer uit Birkfeld (Oostenrijk) ontworpen;
- Hoogste snelwegpunt van Duitsland:
Sinds 1992, toen het trajectdeel tot Nesselwang werd geopend, bevindt zich enkele meters westelijk van aansluiting Nesselwang het hoogste punt in het Duitse snelwegennet. Bij A7-km 944,11 wordt een hoogte van "914,081 meter NN" (gold in de West-Duitse deelstaten nog tot eind 1992; sindsdien in Duitsland eigenlijk NHN) bereikt. Bij beide rijbanen werd daarvoor een klein bordje langs de weg geplaatst.

## Galerij

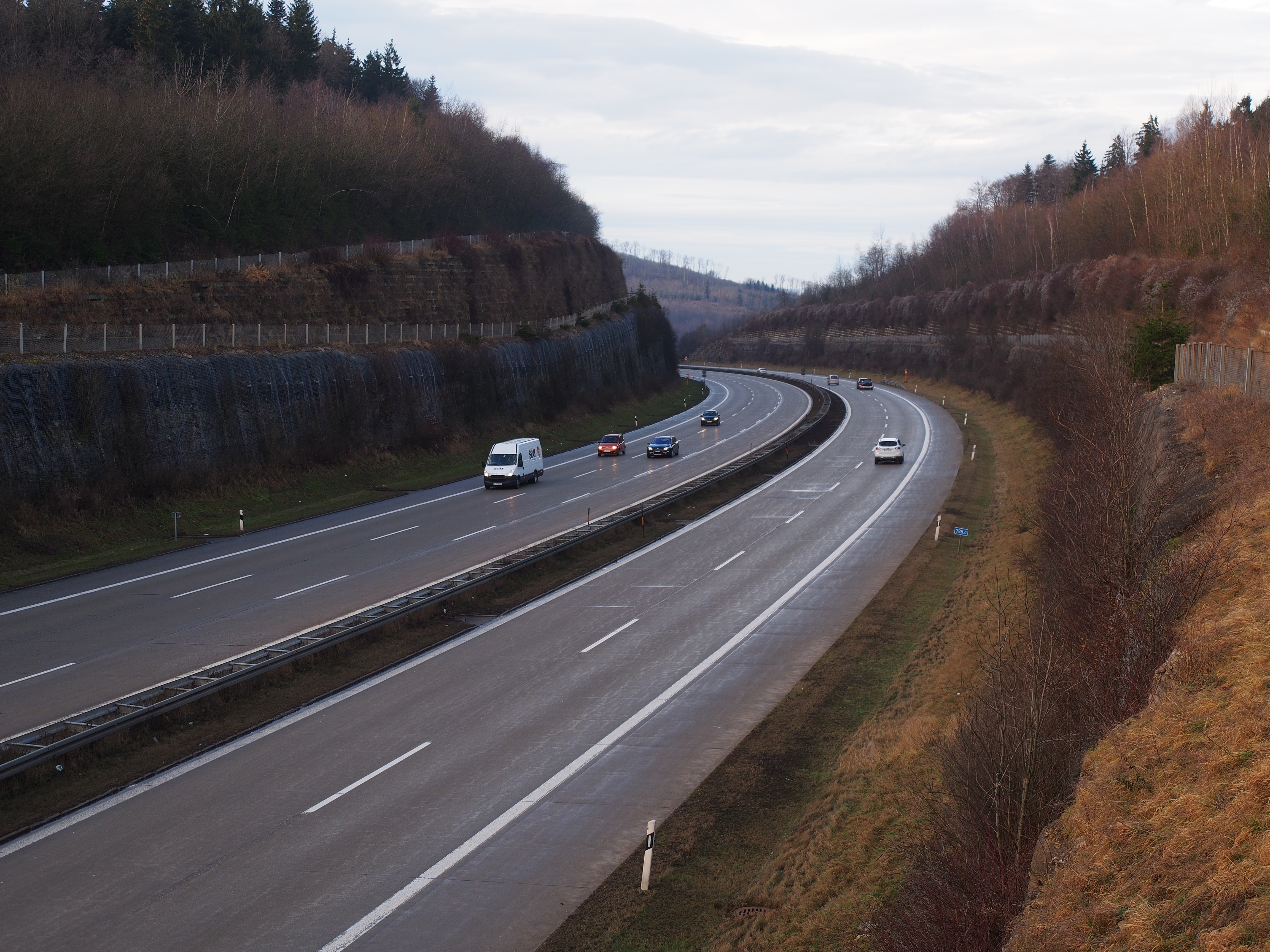
Albaufstieg van de A7 zuidelijk van de Agnesburgtunnel, hier als afdaling (Abstieg) richting het noorden. (2014)
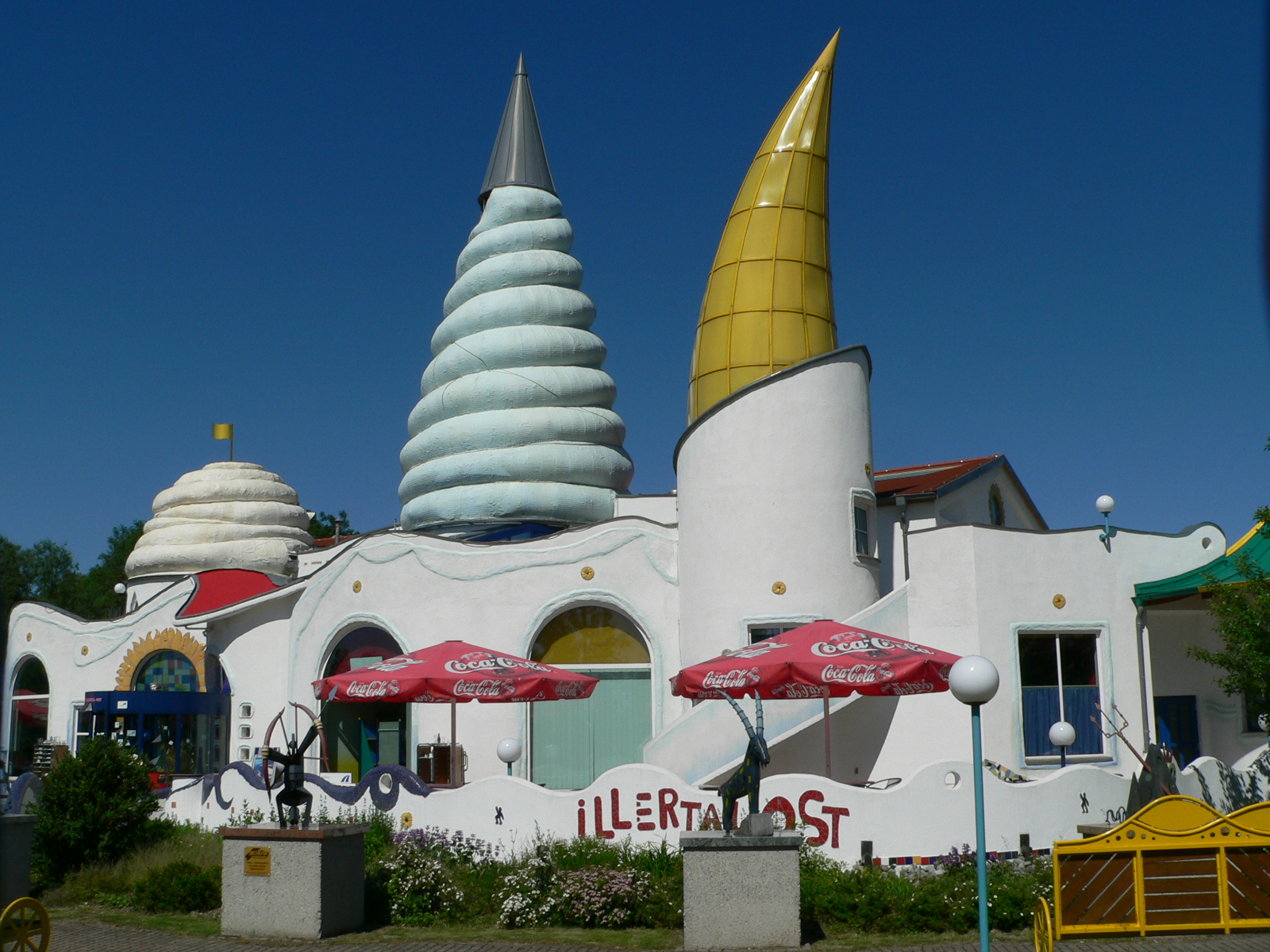
Kunst-Raststätte Illertal-Ost. (2005)
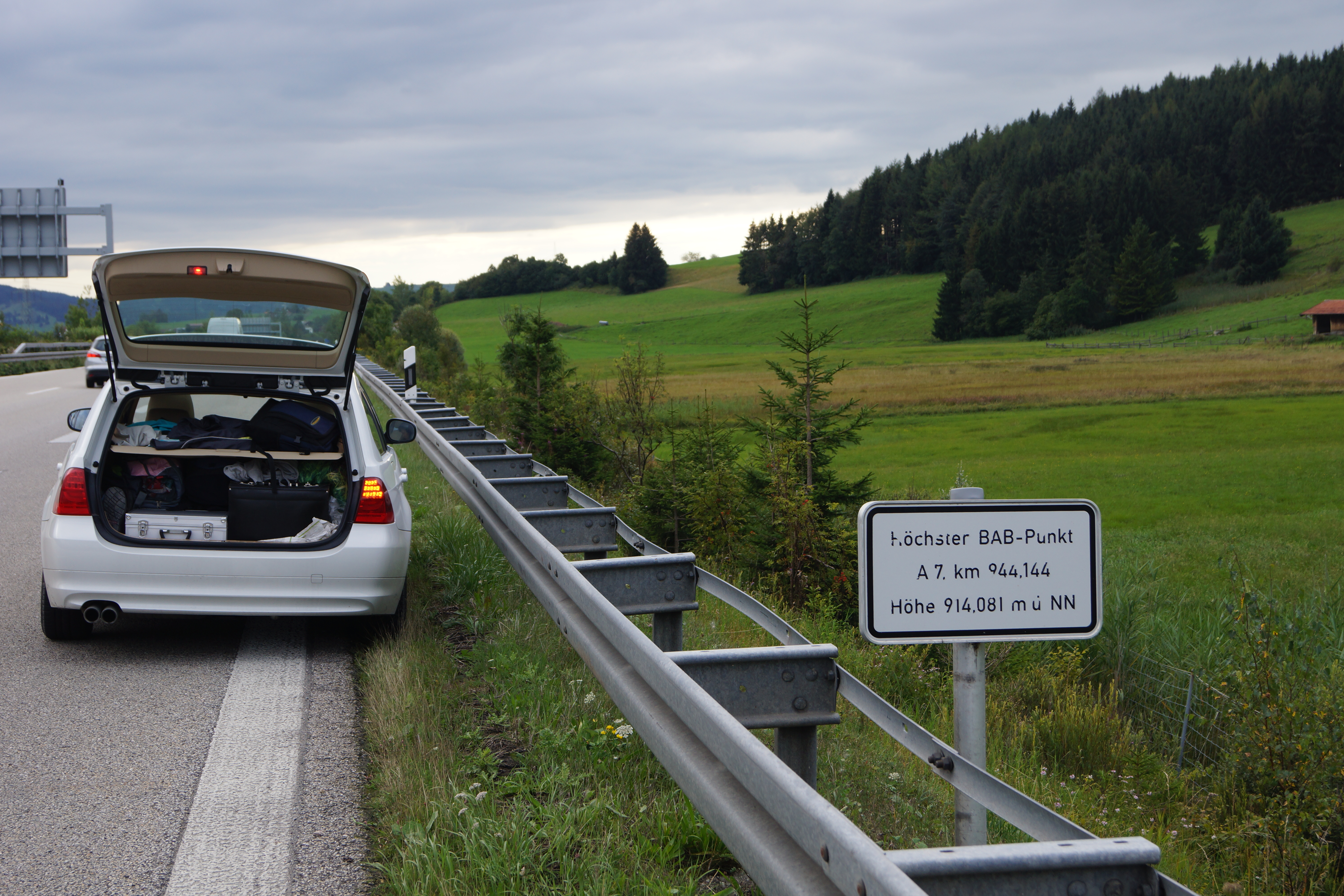
Hoogste snelwegpunt in het snelwegnetwerk van Duitsland: "914,081 m ü NN". Net ten westen van aansluiting Nesselwang. (2014)
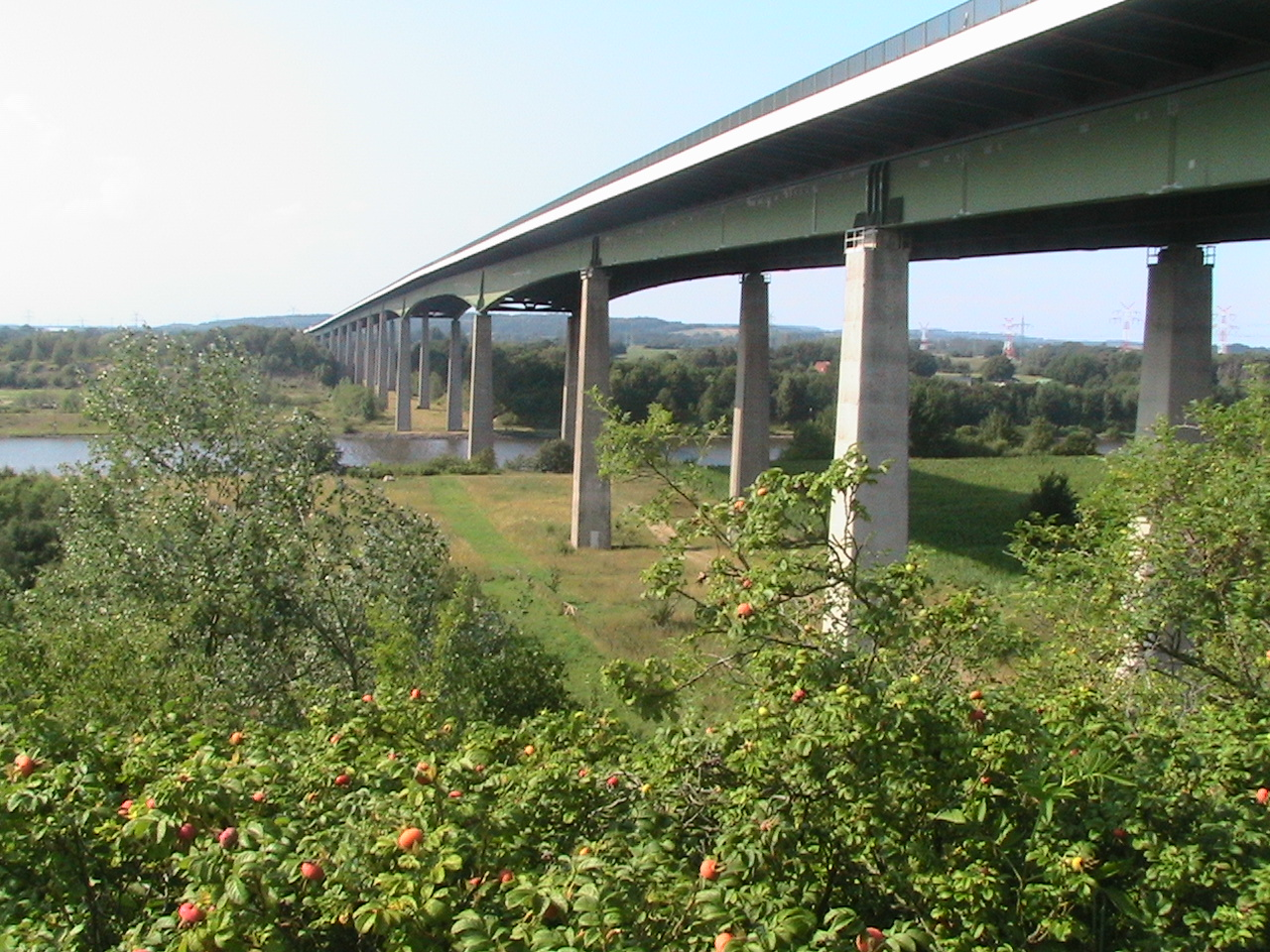
Radar Hochbrücke (2006)
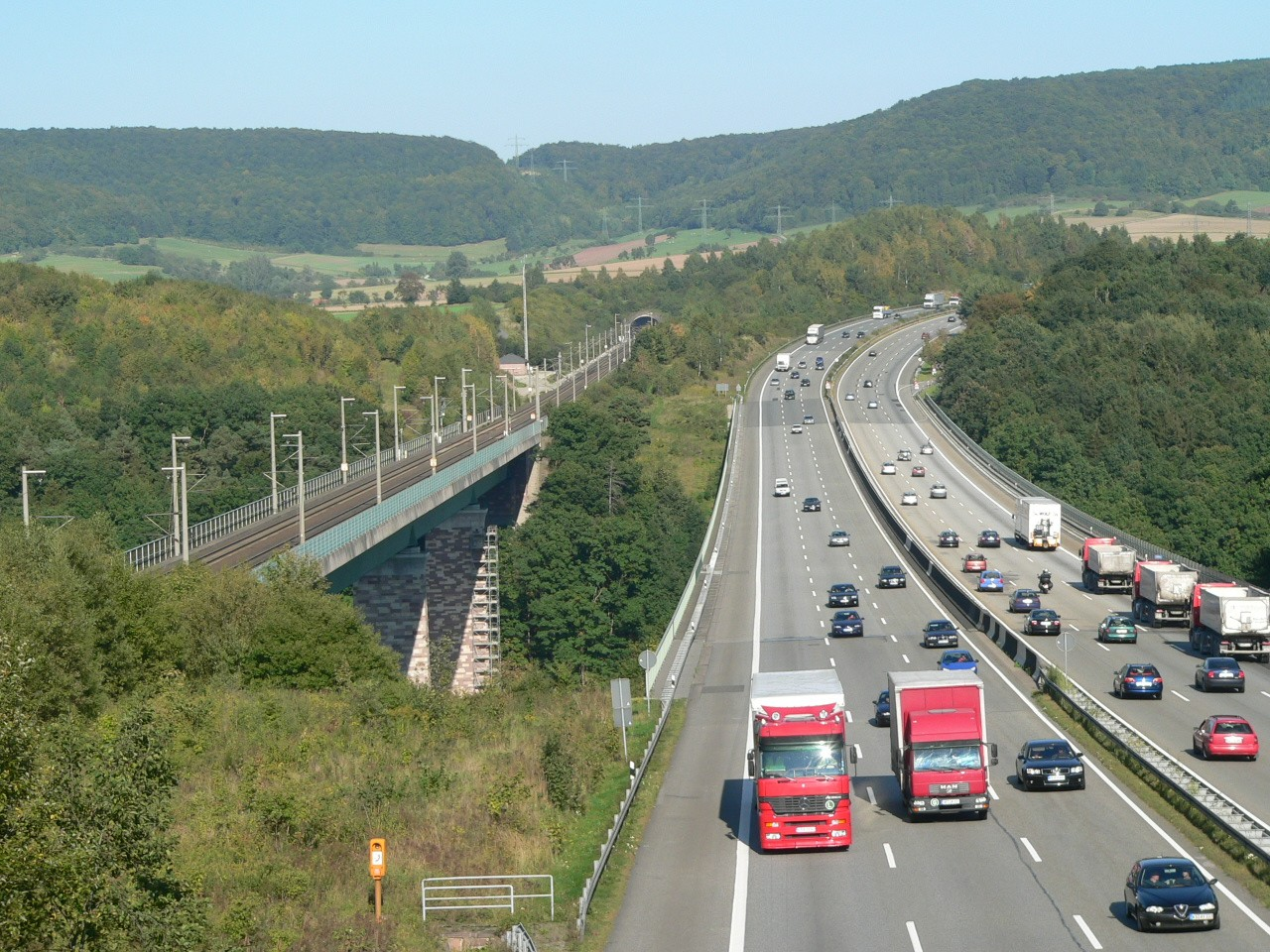
Werratalbrücke Hedemünden; links de hogesnelheidslijn Hannover - Würzburg (2006)
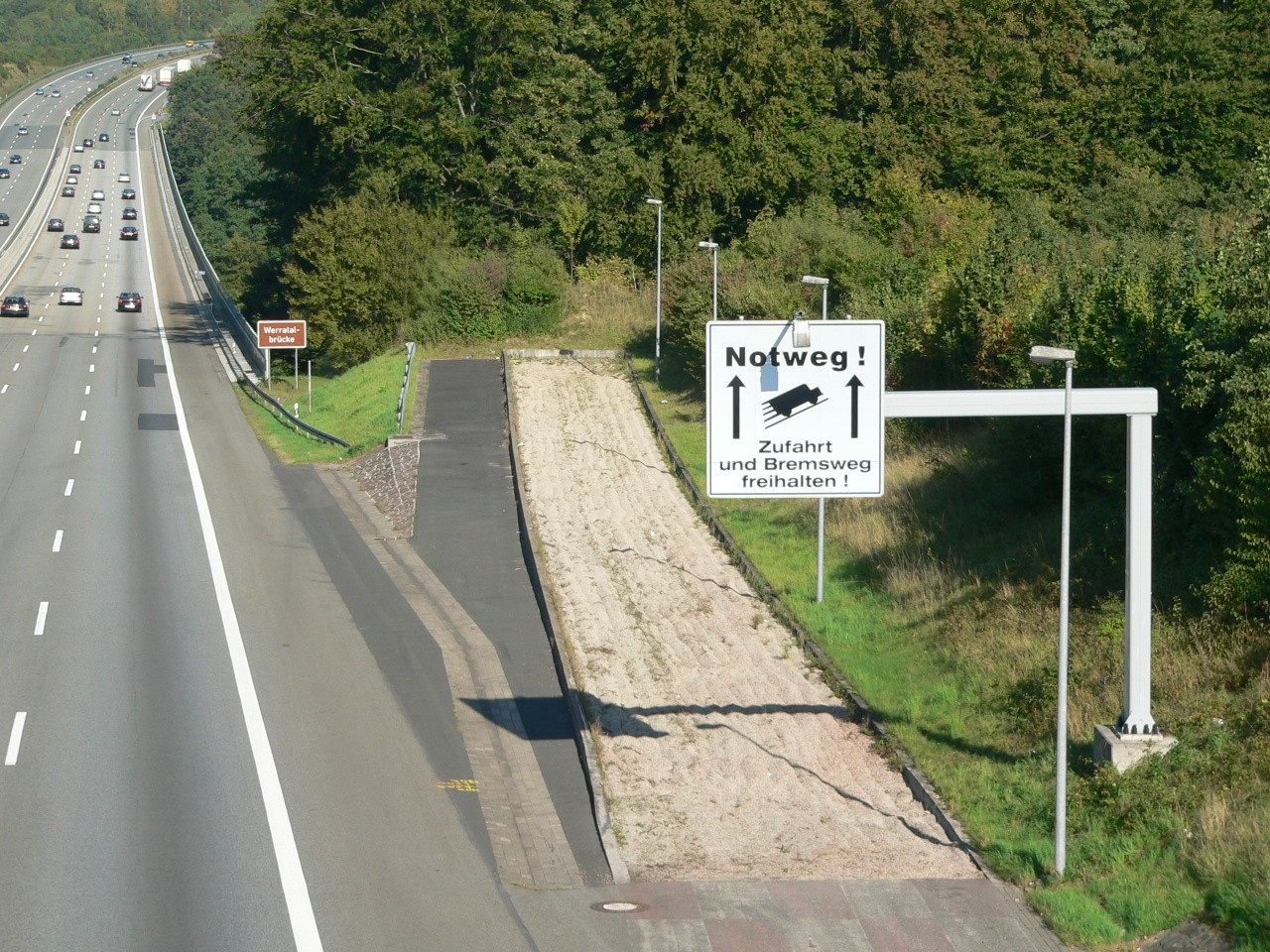
Een noodstopstrook voor vrachtwagens bij de Werratalbrücke (2006)
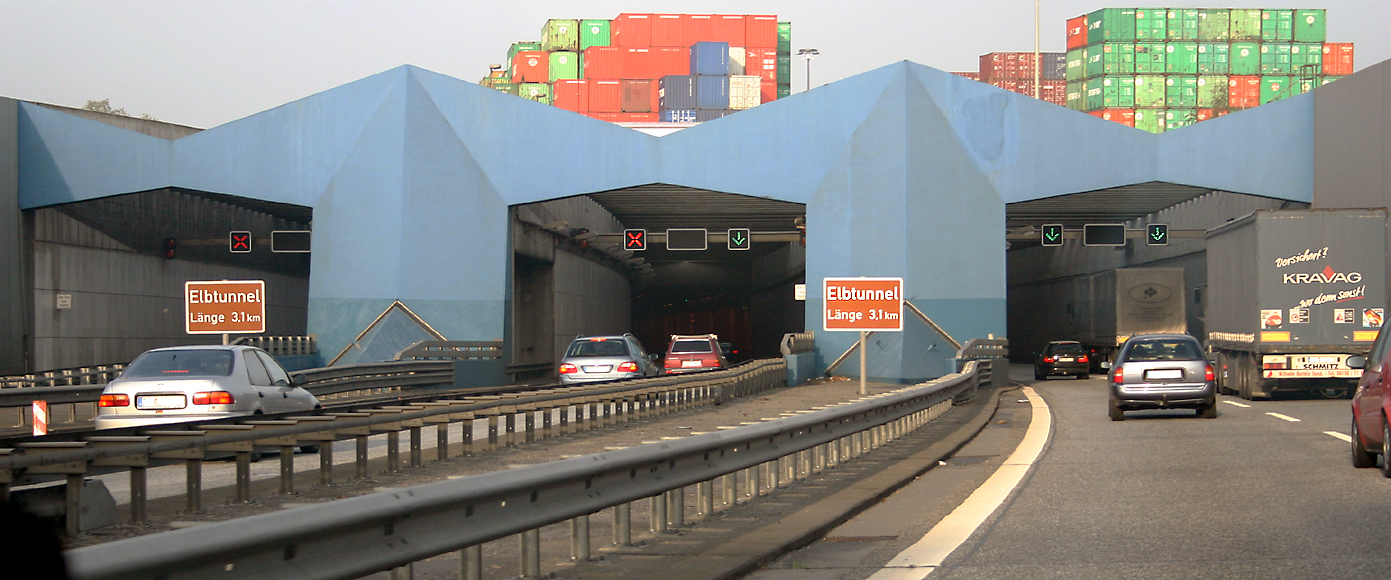
Zuidelijke portaal van de Elbtunnel. Links bevindt zich nog één buis die iets langer is dan de overige drie. (2005)